# Are You Being Served?
Are You Being Served? je britský sitcom vysílaný od roku 1972 do roku 1985. Odehrává se v prvním patře fiktivního londýnského obchodního domu Grace Brothers, kde se nachází oddělení s pánskými a dámskými oděvy. Seriál vytvořili a z většiny napsali Jeremy Lloyd a David Croft, občas spolupracovali s Michaelem Knowlesem a Johnem Chapmanem. Devátou a desátou sérii napsal sám Lloyd.
Seriál byl inspirován Lloydovým krátkým působením v obchodním domě Simpsons of Piccadilly na začátku 50. let 20. století.
Jednotlivé díly seriálu velice zřídka opouští prostředí obchodního domu a parodují přísný britský třídní systém. Postavy se zřídka oslovují křestními jmény, a to i po práci.

## Postavy a obsazení
| Mollie Sugdenová | paní Mary Elizabeth Jennifer Rachel Abergavenny Slocombe |
| Frank Thornton   | kapitán Stephen Peacock                                  |
| John Inman       | pan Wilberforce Claybourne Humphries                     |
| Wendy Richardová | slečna Shirley Brahmsová                                 |
| Nicholas Smith   | pan Cuthbert Rumbold                                     |
| Trevor Bannister | pan Dick Lucas                                           |
| Harold Bennett   | mladý pan Grace                                          |
| Arthur Brough    | pan Ernest Grainger                                      |
| James Hayter     | pan Percival Tebbs                                       |
| Arthur English   | pan Beverley Harman                                      |